# Nearctodesmus cochlearius
Nearctodesmus cochlearius är en mångfotingart som beskrevs av Ottis Robert Causey 1954. Nearctodesmus cochlearius ingår i släktet Nearctodesmus och familjen Nearctodesmidae. Inga underarter finns listade i Catalogue of Life.